# 荣耀30系列
荣耀30系列（英語：HONOR 30 Series）是前华为子公司荣耀于2020年4月15日发布的旗舰手机系列，包括荣耀30，荣耀30 Pro以及荣耀30 Pro+三款手机，並采用左上角挖孔的全面屏设计。Pro系列搭载麒麟990 5G芯片，而标配版搭载麒麟985芯片。

## 设计
荣耀30系列正面采用全面屏，其中荣耀30采用左上角单挖孔全面屏，而荣耀30 Pro系列因为搭载前置双摄而采用了左上角双挖孔全面屏的设计。背面均采用矩阵式摄像头设计，共有5种配色，分别为钛空银（Titanium Silver）、霓影紫（Neon Purple）、幻夜黑（Midnight Black）、绿野仙踪（Emerald Green）、流光幻境（Icelandic Frost）。其中钛空银配色背面采用AG磨砂玻璃工艺，钛空银及霓影紫两种配色背面的荣耀“HONOR”標誌亦被横置放大以凸显不同。
荣耀30 Pro系列的屏幕为70°“飞瀑屏”，荣耀30的屏幕则是非曲面屏，全系列均保留了实体音量按键。荣耀30 Pro系列均支持IP54防水防尘。

## 性能与体验
荣耀30 Pro系列搭载麒麟990 5G芯片，而荣耀30则搭载麒麟985芯片。
搭载在荣耀30上的麒麟985 5G芯片是第一次发布，基于台积电7nm工艺制造，搭载基于ARM Cortex-A76与ARM Cortex-A55的8核CPU以及Mali-G77GPU。而荣耀30 Pro系列上则搭载麒麟990 5G芯片，该SoC曾在华为Mate 30系列、华为P40、华为Mate Xs等机型中搭载。
荣耀30系列搭载OLED屏幕，而荣耀30 Pro+搭载了支持90Hz刷新率的OLED屏幕，全系均支持光学屏下指纹及NFC。

## 摄像

### 后置相机
荣耀30搭载了四颗摄像头，而荣耀30 Pro系列搭载了三颗摄像头。
荣耀30与荣耀30 Pro的主摄均为4000万像素IMX600超感光摄像头，该摄像头亦曾在华为Mate 30系列上被搭载，而在荣耀30 Pro+上，主摄被替换成了5000万像素IMX700超感光摄像头，该摄像头与华为P40主摄相同。
除此之外，荣耀30系列均搭载了800万像素潜望长焦式镜头，支持5倍光学变焦与最大50倍变焦。
荣耀30 Pro+后置相机在DXOMARK评分中获得了125分。

### 前置相机
荣耀30系列前置主摄均搭载3200万像素单摄，而荣耀30 Pro系列还另外增加了一颗800万像素摄像头。

## 续航
荣耀30系列均搭载4000毫安时电池，并均支持40W有线快充，而荣耀30 Pro+则支持27W无线快充。

## 软件
荣耀30系列搭载基于Android 10的Magic UI 3.1.1。
由于美国制裁，荣耀30系列不支持Google Play服務，无法在中国大陆以外使用Gmail、Google地图等依赖GMS服务的应用。